# Sewadjikare II
Sewadjikare II was een oud-Egyptische koning (farao) in de tweede tussenperiode. Hij geldt als zevende heerser van de 14e dynastie en regeerde in de 17e eeuw v.Chr. Zijn troonnaam betekent zoveel als "Re maakt de Ka bloeiend". Volgens de Turijnse koningslijst - onze enige bron voor deze farao - regeerde hij slechts één jaar vanuit Avaris.
Sewadjikare II was de opvolger van Meredjefare en werd opgevolgd door Nebdjefare.

## Bron
- Turijnse koningslijst 8.6.

## Referentie
- Narmer.pl